# Musik ist Trumpf (Film)
Musik ist Trumpf (mit Untertitel Die Hazy Osterwald Story) ist ein Kinofilm aus dem Jahr 1961. Der Schlagerfilm entstand unter der Regie von F. J. Gottlieb.

## Handlung
Der Trompeter Hazy Osterwald, der Bassist Sunny Lang und der Klarinettist Jupp schmieden in einem ärmlichen Hotelzimmer Pläne für ein eigenes Orchester. Die blonde Yvette und das Mannequin Marianne schliessen sich ihnen an. Die übrigen Bandmitglieder sind bald gefunden. Zunächst fehlt es an allem, vor allem an Geld. Ihr Freund Nicki, ein Touristenführer in Zürich, übernimmt das Management. Sie beginnen auf der Strasse und nehmen jedes erdenkliche Angebot in Restaurants und Nachtclubs an.
Langsam wird das Sextett über Zürich hinaus bekannt. In der Zwischenzeit muss sich Hazy mit Liebesnöten herumschlagen. Er verliebt sich in Marianne, während sich Yvette für ihn interessiert. Nach einem Auftritt in Graubünden erhält die Band ein Engagement in Paris, wo sie übers Ohr gehauen werden. Am Abend einer Vorstellung stirbt Jupp an Herzproblemen, die er seinen Kollegen verheimlicht hatte, um weiterspielen zu können. Die Show kann nicht abgesagt werden und bringt den grossen Durchbruch.

## Produktion
1961 stand die Filmgesellschaft Urania von Produzent Erwin C. Dietrich vor der Pleite. Dietrich suchte Hilfe bei Waldfried Barthel, dem mächtigen Chef des Filmverleihers Constantin. Barthel gewährte ihm die Möglichkeit, eigene Filmprojekte vorzulegen, deren Verwirklichung, insbesondere bei Cast und Crew, dann aber maßgeblich der Constantin obliegen sollte. 
Da zu Beginn der 1960er Jahre Revuefilme sehr beliebt waren, sah Dietrich als Swing-Liebhaber nun die Gelegenheit gekommen, eine Story vom Aufstieg seines Landsmanns Hazy Osterwald nach dem Vorbild der Glenn Miller Story in die Kinos zu bringen. Das entsprach allerdings nicht den Absichten der Constantin, die ihre eigenen Stars protegierte. Rex Gildo, Vivi Bach, Bill Ramsey, Lolita und Teddi Paris sowie das Orchester Kurt Edelhagen wurden für Gastauftritte verpflichtet. Dietrich konnte lediglich einen Auftritt der sich auf Comeback-Tour befindlichen Edith Piaf blockieren.
Die Dreharbeiten dauerten von April bis Juli 1961. Die über dreissig Kulissen der Innenszenen baute Nino Borghi im Filmstudio Salmen in Schlieren sowie im Gesellenhaus Wolfbach und im Schützenhaus Albisgüetli in Zürich auf. Die Aussenaufnahmen entstanden in Zürich und Arosa.
Die Erstaufführung erfolgte am 18. August 1961 im Zürcher Kino Apollo. In die bundesdeutschen Kinos kam der Film am 1. September 1961. Die Gesamtkosten von 1,4 Millionen Franken konnten nicht eingespielt werden. 

## Kritiken
„Auf der bewährten Linie von Autobiografie, filmwirksamer Erfindung und etwas Rührseligkeit.“